# Сора
Сора (на италиански: Sora) е град и община в провинция Фрозиноне в регион Лацио, Централна Италия.
Има 26 529 жители (към 31 декември 2009). Намира се в долината на Лири,
на 110 km източно от Рим и 28 km североизточно от Фрозиноне и е седалище на римско-католическа метрополия.
Сора е стар град на волските. Три пъти е завладяван от римляните, през 345, 314 и 305 пр.н.е. През 303 пр.н.е. става римска колония.
Сора е роден град на Деции, Марк Атилий Регул, Луций Мумий Ахаик, Квинт Валерий Соран, Виторио Де Сика, Анна Татанджело.